# Kadolec
Kadolec (deutsch Kadoletz, auch Cadoletz, Kadoltz) ist eine Gemeinde in Tschechien. Sie liegt zehn Kilometer östlich von Velké Meziříčí und gehört zum Okres Žďár nad Sázavou.

## Geographie
Kadolec befindet sich in der zur Böhmisch-Mährischen Höhe gehörigen Křižanovská vrchovina (Krischanauer Bergland). Es ist umgeben von neun kleinen Teichen am nordwestlichen Fuße der Svatá hora (Swataberg, 679 m). Südlich erhebt sich der Hügel Na Skalách (654 m). Im Südwesten liegt auf den Fluren von Kadolec der Sportflugplatz Křižanov.
Nachbarorte sind Kundratice und Bojanov im Norden, Heřmanov im Nordosten, Rohy und Milešín im Osten, Skřinářov im Südosten, Ořechov im Süden, Březejc und Kúsky im Südwesten, Sviny und Kozlov im Westen sowie Křižanov im Nordwesten.

## Geschichte
Die erste Erwähnung des ursprünglich zur Herrschaft Osové gehörigen Dorfes erfolgte im Jahre 1364. Der Ortsname geht vermutlich auf den mittelalterlich deutschen Namen Kadolt zurück. Kadoltz (Kadolts) im Sinne von Dorf im Besitz des Kadolt. Um 1364 war der Ort geteilt. Eine Hälfte mit dem Erbgericht besaßen die Brüder von Ronow, die andere befand sich im Besitz des Heinrich von Ronow. 1372 erwarb Jan der Ältere von Meziříčí das gesamte Dorf und schloss es an seine Herrschaft Meziříčí an. Später gelangte Kadolec wieder zur Herrschaft Osové zurück und wurde 1552 an Ořechov angeschlossen. Mit diesem zusammen wurde das Dorf 1687 Teil der Herrschaft Křižanov.
Nach der Aufhebung der Patrimonialherrschaften bildete Kadolec ab 1850 einen Ortsteil des Marktes Křižanov in der Bezirkshauptmannschaft Groß Meseritsch. 1867 entstand die politische Gemeinde Kadolec. Nach der Aufhebung des Okres Velké Meziříčí kam die Gemeinde zu Beginn des Jahres 1961 zum Okres Žďár nad Sázavou. 1976 wurde Kadolec erneut nach Křižanov eingemeindet. Seit 1990 besteht die Gemeinde wieder.

## Ortsgliederung
Für die Gemeinde Kadolec sind keine Ortsteile ausgewiesen.

## Sehenswürdigkeiten
- Kapelle Mariä Himmelfahrt, am Dorfplatz
- zwei Sühnekreuze, eines trägt die Jahreszahl 1780
- Gedenkstätte für die hl. Zdislava vom Lämberg an der Svatá hora